# Sibas (Pyrénées-Atlantiques)
Pour les articles homonymes, voir Sibas.
Sibas est une ancienne commune française du département des Pyrénées-Atlantiques. s'est unie à Alos le 23 octobre 1843 pour former Alos-Sibas. Le 16 avril 1859, à la suite de l'annexion d'une partie du territoire d'Abense-de-Haut, la commune prend le nom d'Alos-Sibas-Abense.
La commune d'Abense-de-Haut disparaît ce même jour, son territoire étant partagé entre Alos-Sibas et Tardets.
De nos jours, Sibas fait partie de la commune d'Alos-Sibas-Abense.

## Géographie
Le village fait partie de la Soule.

## Toponymie
Son nom basque est Ziboze.
Le toponyme Sibas apparaît sous les formes 
Sivas (1178, collection Duchesne volume CXIV), et 
Sent-Martin de Sibas (1520, coutume de Soule).

## Administration
| Période | Période | Identité                       | Étiquette | Qualité |
| ------- | ------- | ------------------------------ | --------- | ------- |
| 1795    | 1798    | Jean Carrique                  |           |         |
| 1798    | 1808    | Philippe Etchart               |           |         |
| 1808    | 1813    | Jean Harritchague              |           |         |
| 1813    | 1825    | Jean Carrique                  |           |         |
| 1825    | 1832    | Jean-Pierre d'Arthez-Lassalle  |           |         |
| 1832    | 1843    | Dominique Erbin dit Etchecopar |           |         |

## Démographie
| 1793 | 1800 | 1806 | 1821 | 1831 | 1836 |
| ---- | ---- | ---- | ---- | ---- | ---- |
| 122  | 110  | 105  | 137  | 133  | 130  |

## Pour approfondir